# Dysaphis atina
Dysaphis atina är en insektsart. Dysaphis atina ingår i släktet Dysaphis och familjen långrörsbladlöss. Inga underarter finns listade i Catalogue of Life.